# 麥氏野扁豆
麥氏野扁豆（学名：Dunbaria merrillii）为豆科野扁豆屬下的一个种。

## 扩展阅读
- 維基物種上的相關：麥氏野扁豆